# Guatteria novogranatensis
Guatteria novogranatensis är en kirimojaväxtart som beskrevs av Robert Elias Fries. Guatteria novogranatensis ingår i släktet Guatteria och familjen kirimojaväxter. Inga underarter finns listade i Catalogue of Life.